# Aron Pumnul

emléktáblája a Báthory István Elméleti Líceum falán

Aron Pumnul (Kucsuláta, 1818. november 27. – Csernovic, 1866. január 24.) román nyelvész.

## Élete
Parasztcsaládban született. Az elemi iskolát Székelyudvarhelyen, a gimnáziumot Balázsfalván és Kolozsváron végezte. Ezután Bécsben a Szent Barbara görögkatolikus papi szemináriumba járt és közben Kant filozófiáját tanulmányozta. 1846-tól Balázsfalván a filozófia tanára. Munkatársa volt Cipariu Organulu Luminariei című folyóiratának. 1848 tavaszán ő fogalmazta a fölhívást az első balázsfalvi gyűlésre. A nagyszebeni Román Nemzeti Komité tagja. Bem seregének bevonulása után a magyar hatóságok elfogták. Halálra ítélték, de sikerült megszöknie és előbb Havasalföldre, majd Moldván keresztül Csernovicba menekült. Itt Eudoxiu Hurmuzaki segítségével előbb a Bucovina című folyóirat szerkesztője, majd a román gimnáziumban a román nyelv tanára lett. Tanította Mihai Eminescut.

## Munkássága
A bukovinai román nemzeti mozgalom felélesztője. Ő vezette be Bukovinában a latin betűs írást. Kezdetben a latinista iskola híve volt, később azonban az eszményi nyelvállapotot a parasztság által beszélt román nyelvben találta meg. Küzdött a neologizmusok bevezetése ellen. Az általa kialakított fonetikus helyesírásban a beszélt nyelvhez hű hangjelölést diakritikus jellekkel oldotta meg. 1860-ban a nagyszebeni kormánybizottságban Cipariu tiltakozása miatt sikertelenül próbálta meg Erdélyben is hivatalossá tenni rendszerét. Nézetei általános elutasításra találtak, csak Bukovinában alakult ki tanítványi köre.

## Művei
- Convorbire între un tată și-ntre fiul lui asupra limbei și literelor romînești. Cernăuți, 1850.
- Lepturariu rumînesc. I-IV. Vieanna, 1862–65.
- Grammatik der rumänischen Sprache für Mittelschulen. Wien, 1864.